# Manolo Gabbiadini
Manolo Gabbiadini (Calcinate, 26 de novembro de 1991) é um futebolista italiano que atua como atacante. Atualmente, joga pelo Al-Nasr.